# علم‌آباد (خوسف)
علم‌آباد یک روستا در ایران است که در دهستان قلعه زری شهرستان خوسف واقع شده‌است.